# 라마트간 스타디움

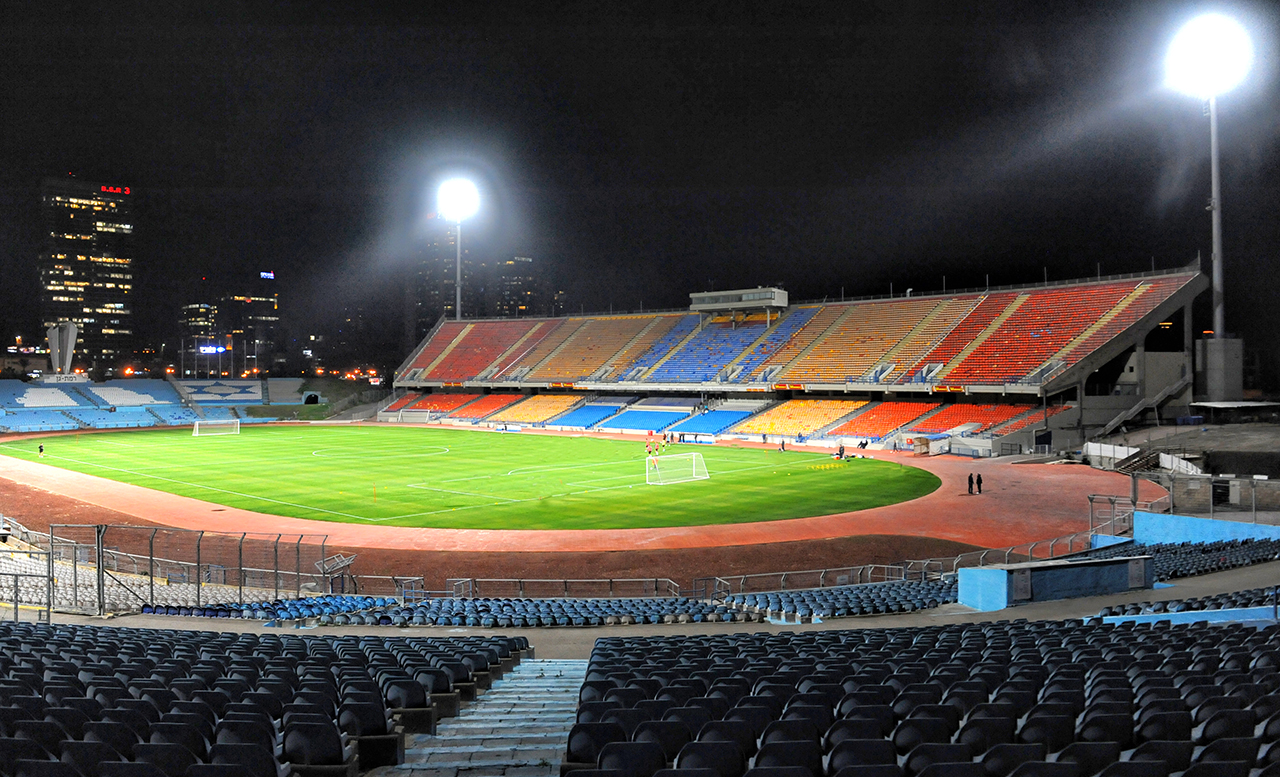

라마트간 스타디움(Ramat-Gan Stadium, 히브리어: אצטדיון רמת גן)은 이스라엘 라마트간 텔아비브구의 축구 스타디움이다. 2014년까지 이스라엘 국립 경기장 역할을 했다.
1951년 완공되어 이후로 지금까지 이스라엘 최대의 스타디움이며 착석 가능 인원 수는 41,583명이며 그 중 13,370개 자리는 1982년 완공된 Western Tribune에 위치한다. 동시에 이 스타디움은 상당한 보수 작업을 거쳤다.

## 엔터테인먼트
이 스타디움은 디페쉬 모드, 엘튼 존, R.E.M., 예 예 예스, 레너드 코언, 스트링, 하이 온 파이어, 오팬드 랜드, 메탈리카], 밥 딜런, 카니예 웨스트 등의 음악가들을 주최했다. 2012년 마돈나는 이 스타디움에서 MDNA 투어를 열었으며 완판된 33,000명 이상의 관객 앞에서 공연을 했다.

## 기록

### 1958년 FIFA 월드컵 예선 대륙간 플레이오프
| 날짜            | 팀 1     | 스코어 | 팀 2   | 라운드          |
| --------------- | -------- | ------ | ------ | --------------- |
| 1958년 1월 15일 | 이스라엘 | 0 - 2  | 웨일스 | AFC·CAF vs UEFA |

### 1990년 FIFA 월드컵 아시아 지역 예선
| 날짜             | 팀 1     | 스코어 | 팀 2     | 라운드          |
| ---------------- | -------- | ------ | -------- | --------------- |
| 1989년 10월 30일 | 이스라엘 | 0 - 0  | 콜롬비아 | CONMEBOL vs OFC |

### 2002년 FIFA 월드컵 유럽 지역 예선
| 날짜             | 팀 1     | 스코어 | 팀 2                  | 라운드 |
| ---------------- | -------- | ------ | --------------------- | ------ |
| 2000년 9월 3일   | 이스라엘 | 2 - 0  | 리히텐슈타인          | 7조    |
| 2000년 10월 11일 | 이스라엘 | 3 - 1  | 보스니아 헤르체고비나 | 7조    |
| 2001년 6월 6일   | 이스라엘 | 1 - 1  | 스페인                | 7조    |
| 2001년 10월 27일 | 이스라엘 | 1 - 1  | 오스트리아            | 7조    |